# Liebenau (Niedersachsen)
Liebenau er en kommune med godt 3.500 indbyggere (2012), beliggende mod vest i centrale del af Landkreis Nienburg/Weser, i den tyske delstat Niedersachsen. Den er administrationsby i Samtgemeinde Liebenau

## Geografi
Liebenau ligger ca. 15 kilometer vest for landkreisens administrationsby Nienburg/Weser) vest for floden Weser ved den nedlagte Nienburg–Rahden jernbane. Große Aue der er en biflod til Weser løber gennem kommunen.
I skoven syd for byen ligger Schloss Eickhof der nu er hjemsted for et Zen-kloster.